# Ардмор (Оклахома)
Ардмор (енгл. Ardmore) град је у америчкој савезној држави Оклахома.

## Демографија
По попису из 2010. године број становника је 24.283, што је 572 (2,4%) становника више него 2000. године.
| Група             | 2000.          | 2010.          |
| Белци             | 16.986 (71,6%) | 15.941 (65,6%) |
| Афроамериканци    | 2.672 (11,3%)  | 2.485 (10,2%)  |
| Азијати           | 234 (1,0%)     | 448 (1,8%)     |
| Хиспаноамериканци | 877 (3,7%)     | 1.800 (7,4%)   |
| Укупно            | 23.711         | 24.283         |